# Marius Ghilardi
Pour les articles homonymes, voir Ghilardi.
Marius Ghilardi, dit « Sardine » né à Marseille le 21 février 1906 est un joueur de pétanque français.

## Biographie
Marius Ghilardi a marqué son époque à la longue,. Il a obtenu un troisième succès en 1945 avant de remporter un nouveau trophée vingt ans plus tard. Au cours de cette période historique, se sont illustrés : Jean Tricon dit « Le Japonais » et Fernand Michelucci dit « Petit Fernand ».

## Historique

### Reconnaissance
A Marseille et plus précisément dans le monde bouliste, on reconnaît Marius Ghilardi comme un grand champion de son époque : «.....Parmi ceux qui marquèrent leur époque à la longue, il y eut Marius Ghilardi dit « Sardine ».
- Le 12 juillet 2019, un article du Var Matin[4] porte sur les premiers vainqueurs du jeu Provençal ;
- Le 15 avril 2021, un article hommage est paru dans la Marseillaise en l'honneur de « Sardine, le mercenaire qui régna sur le jeu provençal".

### Anecdotes
Marius Ghilardi doit son surnom à son frère, Albert. Ce dernier alors qu'il était employé à la gare Saint-Charles de Marseille décida de renverser sur les rails un charreton de sardines ; Albert étant mort, Marius hérita du surnom.
Son surnom "Sardine" a donné naissance à un santon : "Le joueur de boules".

## Palmarès

### Mondial La Marseillaise
Vainqueur
1931 : Lou Capitani, Ghilardi, Courbon
1937 : Ghilardi, Albert Brest, Jullien
1945 : Ghilardi, Albert Brest, Mayen père
1965 : Agaccio, Ghilardi, Castel

## Galerie

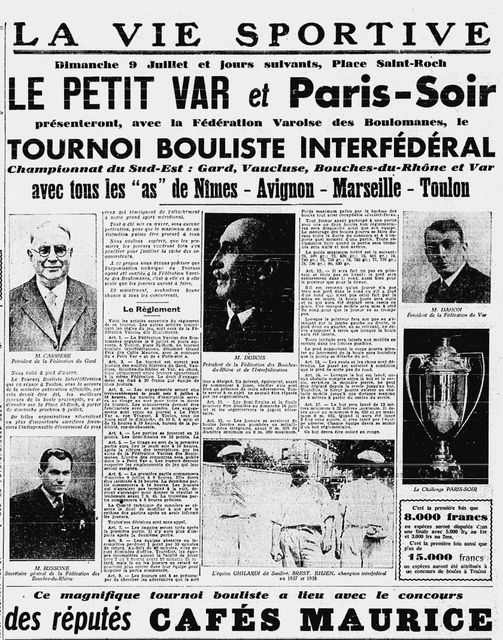
Équipe Marius Ghilardi : Sardine-Brest-Julien